# L'Empire des lumières
L'Empire des lumières est une série de tableaux — seize peintures à l'huile et sept gouaches — de René Magritte peints entre 1949 et 1964. Les tableaux dépeignent l'image paradoxale d'une maison, la nuit, au milieu des arbres, éclairée par un réverbère, sous un ciel diurne animé de quelques nuages blancs,.
Les tableaux sont exposés aux musées Solomon R. Guggenheim et MoMA de New York, dans la Collection Peggy Guggenheim à Venise, ainsi qu'aux Musées royaux des beaux-arts de Belgique.

## Au cinéma
Les tableaux ont inspiré une scène du film L'Exorciste de 1973, ainsi que l'esthétique globale du film Vivarium. 

## Dans la littérature
Le tableau de la collection Peggy Guggenheim est au cœur du roman La Maison des lumières de Didier van Cauwelaert.